# 末吉氏
末吉（すえよし）氏は、坂上氏の流れをくむ平野氏の一族で、摂津国住吉郡平野郷（現：大阪府大阪市平野区）を本拠とする一族。

## 概要
摂津国平野荘の開発領主で、坂上田村麻呂の次男坂上広野の曾孫で秋田城介権守の坂上行松が平野行増と名のったといわれ、平野氏の祖となったと伝わる。末吉氏はその平野氏の末裔といわれ、安土桃山時代の豪商である時の平野氏の当主平野隼人正利吉の弟平野勘兵衛利方が豊臣秀吉から末吉と名のるように言われたことから始まった。
平野の地における坂上一族は、坂上氏を中心として、庶家の平野氏から平野七名家と称する家が現れ、番頭格の家として坂上氏を支えた。末吉氏はその平野七名家の筆頭の家柄を誇り、平野七名家が平野の自治権を掌握し、末吉氏は絶大な権勢を振い平野郷の発展に寄与した。
末吉氏は豪商であり、慶長6年（1601年）に設けられた伏見銀座の年寄りを勘兵衛と子の孫左衛門が歴任した。また、航海業を営み、豊臣秀吉や徳川家康から朱印状を与えられ、朱印船貿易で巨万の富を得たという。平野勘兵衛利方の子の末吉孫左衛門吉康はルソン島にまで朱印船としての末吉船を派遣し、日本国外との貿易にも活躍する。それらの功により幕府代官としての支配地も5万石となる。末吉利安の後も、末吉勘兵衛長方、勘兵衛長明、末吉孫左衛門利長らがルソン島からインドシナ半島まで航海業を拡大した。
江戸時代に大阪冬の陣・夏の陣を巡り末吉氏は、東末吉家(末吉勘兵衛家)、西末吉家(末吉孫左衛門家)に分かれたが、両末吉家の子孫は江戸時代を通じて繁栄し、2023年（令和5年）現在も平野の地に現存している。